# 九龍巴士41線
九龍巴士41線是香港已停辦的巴士路線，來往青衣（長青邨）及九龍城碼頭，提供長康邨、綠悠雅苑及長安邨來往長沙灣、深水埗、旺角、何文田、愛民邨、紅磡及土瓜灣的空調巴士服務。
本線與45線曾經同是葵青區來往土瓜灣的巴士路線，兩者在美孚新邨以東的行車路線完全一致，同樣經何文田一帶前往九龍城碼頭。

## 歷史
- 1987年4月14日：投入服務，當時由九龍城碼頭來往青衣邨。本路線經由何文田來往青衣及土瓜灣的主要原因，是運輸署在1980年代實施的公共交通協調政策所引致，當年所有新界往九龍路線，都不可沿彌敦道前往佐敦道以南的地區，因此本線取道何文田及愛民邨來往，也是因為不能沿油麻地前往的原因，來住紅磡及土瓜灣便感到迂迴，即使後期取消這套政策，本路線都沒有改路。
- 1987年8月23日：往青衣方向改經紅磡碼頭，成為當時唯一兩條途經溫思勞街隧道的專利巴士路線（另一條為九龍巴士45線）。
- 1989年2月11日：因為青衣大橋進行不定時維修，所有行經青衣大橋的路線隨即改行青荃橋。所以總站更改為長青邨，改行青荃橋及荃灣路。
- 1991年3月17日：因紅磡碼頭搬遷，往青衣方向不再繞經紅磡碼頭巴士總站，到達必嘉街後改行機利士南路、蕪湖街及馬頭圍道前往佛光街（不再途經溫思勞街及仁風街），而導致行車時間增加。
- 1991年8月11日：來回程繞經長安邨。
- 2004年6月20日：加入空調巴士行走，象徵土瓜灣及何文田再沒有全以非空調巴士行走的全日路線。
- 2004年12月27日：往青衣方向到達寶其利街後，改經孖庶街往蕪湖街，不再途經明安街、必嘉街及機利士南路。
- 2009年3月7日：全線改以空調巴士行走，成為青衣來往九龍市區的全日路線中，第二條提供全線空調服務的巴士路線。亦象徵何文田及愛民邨一帶再沒有非空調巴士行走。
- 2010年6月1日：提早長青頭車開出時間至0520，以取代44S線[1]。
- 2014年9月29日：受佔領旺角影響，本線與九龍巴士18線、九龍巴士45線一同暫停服務，城巴E21A線又縮短至深水埗，導致何文田完全沒有巴士來往旺角及深水埗。
- 2014年10月6日：受佔領旺角影響，往九龍城碼頭：長沙灣道之後改行界限街天橋，窩打老道天橋，公主道天橋直駛往何文田返回原有路線；往長青：窩打老道之後改行太子道西天橋，荔枝角道，黃竹街返回原有路線。
- 2014年10月15日：受佔領旺角影響，往九龍城碼頭：恢復原有路線；往長青：窩打老道之後改行太子道西天橋，荔枝角道，黃竹街返回原有路線。
- 2014年10月17日：曾一度恢復原有路線。但晚上佔領旺角捲土重來，再要跟隨2014年10月6日之路線改道。
- 2014年12月27日：往九龍城碼頭方向加停葵涌交匯處站[2]。
- 2015年1月31日：本線與九龍巴士45線實行定點班次，並削減班次至20至30分鐘一班，大部分為30分鐘一班。
- 2015年3月21日：增設到站時間預報。[3]
- 2015年9月26日：本線與九龍巴士7號線及九龍巴士8號線增設八達通轉乘優惠。
- 2018年7月15日：往九龍城碼頭方向，取消洗衣街「水務署」站，改為「旺角道」站。[4]
- 2023年4月16日：取消服務。由該路線的特別班次241X線提升全日服務取代。[5]

## 服務時間及班次
| 青衣（長青邨）開 | 青衣（長青邨）開 | 青衣（長青邨）開 | 青衣（長青邨）開 | 青衣（長青邨）開 | 青衣（長青邨）開 | 青衣（長青邨）開 |
| ---------------- | ---------------- | ---------------- | ---------------- | ---------------- | ---------------- | ---------------- |
| 星期一至五       |                  |                  |                  |                  |                  |                  |
| 05:20            | 05:50            | 06:15            | 06:40            | 07:05            | 07:25            | 07:50            |
| 08:15            | 08:45            | 09:15            | 09:45            | 10:15            | 10:45            | 11:15            |
| 11:45            | 12:15            | 12:45            | 13:15            | 13:45            | 14:15            | 14:45            |
| 15:15            | 15:45            | 16:15            | 16:40            | 17:05            | 17:30            | 18:00            |
| 18:30            | 19:00            | 19:30            | 20:00            | 20:30            | 21:00            | 21:30            |
| 22:00            | 22:30            | 23:00            | 23:30            | 00:05            |                  |                  |
| 星期六           |                  |                  |                  |                  |                  |                  |
| 05:20            | 05:50            | 06:20            | 06:50            | 07:20            | 07:45            | 08:10            |
| 08:35            | 09:00            | 09:30            | 10:00            | 10:30            | 11:00            | 11:30            |
| 12:00            | 12:30            | 13:00            | 13:30            | 14:00            | 14:30            | 15:00            |
| 15:30            | 16:00            | 16:30            | 17:00            | 17:30            | 18:00            | 18:30            |
| 19:00            | 19:30            | 20:00            | 20:30            | 21:00            | 21:30            | 22:00            |
| 22:30            | 23:00            | 23:30            | 00:05            |                  |                  |                  |
| 星期日及公眾假期 |                  |                  |                  |                  |                  |                  |
| 05:20            | 05:50            | 06:20            | 06:50            | 07:20            | 07:50            | 08:20            |
| 08:50            | 09:20            | 09:50            | 10:20            | 10:45            | 11:10            | 11:35            |
| 12:00            | 12:30            | 13:00            | 13:30            | 14:00            | 14:30            | 15:00            |
| 15:30            | 16:00            | 16:30            | 17:00            | 17:30            | 18:00            | 18:30            |
| 19:00            | 19:30            | 20:00            | 20:30            | 21:00            | 21:30            | 22:00            |
| 22:30            | 23:00            | 23:30            | 00:05            |                  |                  |                  |

| 九龍城碼頭開         | 九龍城碼頭開 | 九龍城碼頭開 | 九龍城碼頭開 | 九龍城碼頭開 | 九龍城碼頭開 | 九龍城碼頭開 |
| -------------------- | ------------ | ------------ | ------------ | ------------ | ------------ | ------------ |
| 星期一至五           |              |              |              |              |              |              |
| 05:50                | 06:20        | 06:50        | 07:10        | 07:30        | 07:50        | 08:15        |
| 08:40                | 09:05        | 09:30        | 10:00        | 10:30        | 11:00        | 11:30        |
| 12:00                | 12:30        | 13:00        | 13:30        | 14:00        | 14:30        | 15:00        |
| 15:30                | 16:00        | 16:30        | 17:00        | 17:30        | 17:55        | 18:20        |
| 18:45                | 19:15        | 19:45        | 20:15        | 20:45        | 21:15        | 21:45        |
| 22:15                | 22:45        | 23:15        | 23:45        | 00:15        |              |              |
| 星期六、日及公眾假期 |              |              |              |              |              |              |
| 05:50                | 06:20        | 06:50        | 07:20        | 07:50        | 08:20        | 08:50        |
| 09:20                | 09:50        | 10:20        | 10:50        | 11:20        | 11:50        | 12:20        |
| 12:50                | 13:20        | 13:50        | 14:20        | 14:50        | 15:20        | 15:50        |
| 16:20                | 16:50        | 17:20        | 17:45        | 18:15        | 18:45        | 19:15        |
| 19:45                | 20:15        | 20:45        | 21:15        | 21:45        | 22:15        | 22:45        |
| 23:15                | 23:45        | 00:15        |              |              |              |              |

## 收費
全程：$8.9
- 美孚站往九龍城碼頭：$6.8
- 美孚站往青衣（長青邨）：$6.0
- 過青荃橋後往青衣（長青邨）：$4.6

| - 本線設有12歲以下小童及65歲或以上長者半價優惠。 - 65歲或以上香港居民使用「樂悠咭」，以及12歲以下合資格殘疾兒童使用「殘疾人士身份」個人八達通繳付車資，均可享有每程$2.0或半價（以較低者為準）的票價優惠；12至64歲合資格殘疾人士使用「殘疾人士身份」個人八達通（包括「樂悠咭」），以及60至64歲香港居民使用「樂悠咭」繳付車資，均可享有每程$2.0或全費（以較低者為準）的票價優惠。 - 65歲或以上長者如使用長者或一般個人八達通繳付車資，則只可享有半價優惠；12至64歲合資格殘疾人士如不使用「殘疾人士身份」個人八達通，以及60至64歲人士如不使用「樂悠咭」繳付車資，必須繳付全費。 - 乘客可以現金或八達通於上車時付款，不設找續。 - 每位成人乘客可免費攜帶最多兩名4歲以下而不佔座位的兒童乘客乘車，超額之4歲以下小童必須繳付小童車費乘車。 - 持有「九巴月票」之乘客在車票有效期內，每日可享最多10程任何九龍巴士及龍運巴士路線（包括本路線，以及聯營路線的九龍巴士／龍運巴士提供的班次；惟乘搭機場「A」及「NA」線則可享原價二七折優惠（不會計算每天10次合資格車程））；而B1線則每日可享最多各2程（不會計算每天10次合資格車程）。 - 九龍巴士、城巴、龍運巴士及陽光巴士全職員工及家屬（不包括外判職員）可免費乘搭本路線，惟必須拍職員或職員家屬八達通。 - 乘客亦可透過多元化電子支付系統（e度嘟）繳付車資，包括使用非接觸式VISA卡、JCB卡、萬事達卡、銀聯卡、美國運通、大來國際、Discover Card、Apple Pay、Google Pay、Samsung Pay、AlipayHK「易乘碼」、支付寶、WeChatHK／微信支付「搭車碼」、銀聯雲閃付「乘車碼」及BOC Pay「乘車碼」。乘客使用此付款方式，使用此支付方式的乘客可享有中途下車之分段收費，以及與其他九巴／龍運獨營路線或聯營線九巴／龍運班次之轉乘優惠，惟不適用於與非九巴／龍運路線之轉乘優惠，亦不能享有「公共交通費用補貼計劃」及「長者及合資格殘疾人士公共交通票價優惠計劃」。 |

## 使用車輛
由於本線途經專營巴士低排放區，故必須使用達到歐盟五型或以上排放標準的車輛行走。
本線初期由荔枝角（L）及九龍灣（K）車廠聯合派出10輛巴士行走本線，主要用車為平頂寶，但荔枝角廠很快改派5輛利蘭勝利二型，而九龍灣也改派5輛丹尼士喝采巴士，其後十多年都沒有改變，只是L廠換入MCW 9.7米行走，直至1990年代末因兩軸巴士大量淘汰，才換入11米巴士行走，改為全L廠派車。
2004年6月20日起本線換入3輛空調巴士行走（2005年7月1日再增加3輛，2006年10月15日再增加2輛），象徵土瓜灣及何文田再沒有全以非空調巴士行走的全日路線，而當時該3輛空調巴士為富豪奧林比安12米。2009年3月7日起本線改為全空調服務，成為繼42A線後，第2條青衣至九龍市區巴士線提升至全空調服務，亦象徵何文田及愛民區再沒有非空調巴士行走。本路線一直以來都使用舊款空調巴士，直至2009年9月22日起換入兩部配備歐盟三期引擎的富豪超級奧林比安12米空調巴士行走，使本線首次有超低地台巴士作字軌車，2010年7月12日引入兩部亞歷山大丹尼士Enviro 500。2015年7月起換入亞歷山大丹尼士Enviro 500（ATEU）行走，但於同年8月全線改派配備歐盟五期引擎的富豪B9TL12米空調巴士（AVBWU）行走。
現時使用8輛亞歷山大丹尼士Enviro 500 12米（ATEE）雙層空調巴士，均屬青衣車廠。
| 車隊編號 | 車牌   |
| -------- | ------ |
| ATEE2    | RE 639 |
| ATEE9    | RB 526 |
| ATEE10   | RB4002 |
| ATEE11   | RE6087 |
| ATEE12   | RE9399 |
| ATEE14   | RJ7723 |
| ATEE20   | RX3315 |
| ATEE37   | RL7723 |

## 行車路線
青衣（長青邨）開經：青康路、美景花園迴旋處、青康路、涌美路、青衣鄉事會路、楓樹窩路、擔桿山交匯處、青敬路、長安巴士總站、擔桿山路、擔桿山交匯處、青荃路、荃青交匯處、荃灣路、葵涌道、長沙灣道、彌敦道、旺角道、洗衣街、亞皆老街、窩打老道、培正道、佛光街、忠孝街、愛民巴士總站、忠孝街、佛光街、馬頭圍道、土瓜灣道及新碼頭街。
九龍城碼頭開經：新碼頭街、土瓜灣道、馬頭圍道、蕪湖街、大沽街、寶其利街、孖庶街、蕪湖街、馬頭圍道、佛光街、忠孝街、佛光街、培正道、窩打老道、亞皆老街、彌敦道、長沙灣道、荔枝角道、葵涌道、荃灣路、荃青交匯處、青荃路、擔桿山交匯處、青敬路、長安巴士總站、擔桿山路、擔桿山交匯處、楓樹窩路、青衣鄉事會路、涌美路、青康路、美景花園迴旋處及青康路。

### 沿線車站

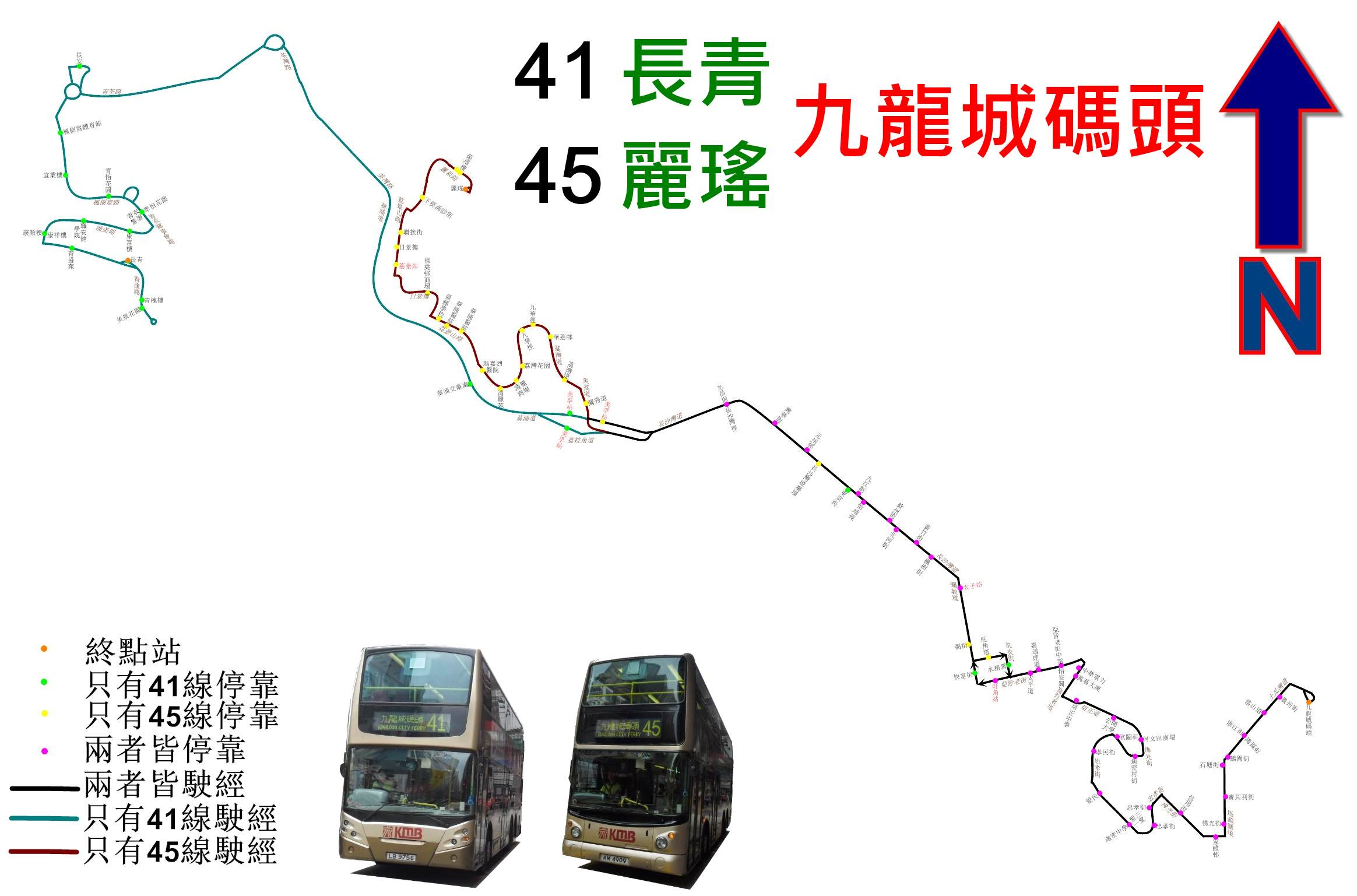
此線及45線的走線圖，當中藍綠線則表示只有此線駛經

| 青衣（長青邨）開 | 青衣（長青邨）開   | 青衣（長青邨）開   | 九龍城碼頭開 | 九龍城碼頭開       | 九龍城碼頭開           |
| 序號             | 車站名稱           | 位置               | 序號         | 車站名稱           | 位置                   |
| ---------------- | ------------------ | ------------------ | ------------ | ------------------ | ---------------------- |
| 1                | 長青巴士總站       | 長青巴士總站       | 1            | 九龍城碼頭巴士總站 | 九龍城碼頭巴士總站     |
| 2                | 長青邨青槐樓       | 青康路             | 2            | 貴州街             | 土瓜灣道               |
| 3                | 青盛苑             | 青康路             | 3            | 落山道             | 土瓜灣道               |
| 4                | 長康邨康順樓       | 涌美路             | 4            | 鴻福街             | 土瓜灣道               |
| 5                | 職安健學院         | 涌美路             | 5            | 鶴園街             | 馬頭圍道               |
| 6                | 長康邨康富樓       | 涌美路             | 6            | 寶其利街           | 寶其利街               |
| 7                | 青衣警署           | 青衣鄉事會路       | 7            | 家維邨             | 佛光街                 |
| 8                | 綠悠雅苑           | 楓樹窩路           | 8            | 信用街             | 佛光街                 |
| 9                | 青衣邨宜業樓       | 楓樹窩路           | 9            | 何文田站           | 何文田站公共運輸交匯處 |
| 10               | 楓樹窩體育館       | 楓樹窩路           | 10           | 迦密中學           | 忠孝街                 |
| 11               | 青衣轉車站-長安    | 長安巴士總站       | 11           | 愛民邨             | 忠孝街                 |
| 12               | 葵涌交匯處         | 葵涌道             | 12           | 忠民街             | 忠孝街                 |
| 13               | 美孚站             | 長沙灣道           | 13           | 欣圖軒             | 忠孝街                 |
| 14               | 光昌街             | 長沙灣道           | 14           | 房屋署大樓         | 佛光街                 |
| 15               | 興華街             | 長沙灣道           | 15           | 香港都會大學       | 佛光街                 |
| 16               | 元州邨             | 長沙灣道           | 16           | 中華電力           | 窩打老道               |
| 17               | 九江街             | 長沙灣道           | 17           | 怡安閣             | 亞皆老街               |
| 18               | 欽州街             | 長沙灣道           | 18           | 太平道             | 亞皆老街               |
| 19               | 黃竹街             | 長沙灣道           | 19           | 旺角站             | 亞皆老街               |
| 20               | 太子站（S4）       | 彌敦道             | 20           | 快富街（N68）      | 彌敦道                 |
| 21               | 旺角道             | 旺角道             | 21           | 太子站（N76）      | 彌敦道                 |
| 22               | 嘉道理道           | 亞皆老街           | 22           | 楓樹街             | 長沙灣道               |
| 23               | 亞皆老街中電       | 亞皆老街           | 23           | 北河街             | 長沙灣道               |
| 24               | 萬基大廈           | 窩打老道           | 24           | 怡靖苑             | 長沙灣道               |
| 25               | 培正中學           | 培正道             | 25           | 東京街             | 長沙灣道               |
| 26               | 何文田廣場         | 佛光街             | 26           | 長沙灣徑           | 長沙灣道               |
| 27               | 迦密村街           | 忠孝街             | 27           | 美孚轉車站         | 荔枝角道               |
| 28               | 俊民苑             | 忠孝街             | 28           | 葵涌交匯處         | 葵涌道                 |
| 29               | 愛民邨             | 愛民巴士總站       | 29           | 青衣轉車站-長安    | 長安巴士總站           |
| 30               | 聖三一堂中學       | 忠孝街             | 30           | 楓樹窩體育館       | 楓樹窩路               |
| 31               | 忠孝街             | 忠孝街             | 31           | 青衣邨宜業樓       | 楓樹窩路               |
| 32               | 信用街             | 佛光街             | 32           | 綠悠雅苑           | 楓樹窩路               |
| 33               | 佛光街             | 馬頭圍道           | 33           | 翠怡花園           | 青衣鄉事會路           |
| 34               | 石塘街             | 馬頭圍道           | 34           | 長青邨青梅樓       | 涌美路                 |
| 35               | 浙江街             | 土瓜灣道           | 35           | 長康邨康富樓       | 涌美路                 |
| 36               | 落山道             | 土瓜灣道           | 36           | 長康邨康盛樓       | 涌美路                 |
| 37               | 九龍城碼頭巴士總站 | 九龍城碼頭巴士總站 | 37           | 長康邨康豐樓       | 涌美路                 |
|                  |                    |                    | 38           | 長康邨康祥樓       | 青康路                 |
| 39               | 青盛苑             |                    |              |                    | 青康路                 |
| 40               | 美景花園           |                    |              |                    | 青康路                 |
| 41               | 長青巴士總站       | 長青巴士總站       |              |                    |                        |

## 客量
- 本線服務青衣島居民來往紅磡及土瓜灣，途經西九龍市區（美孚至旺角）及何文田。
- 由於本線來往兩地需時超過一小時（來往九龍城碼頭及美孚亦要超過半小時），路線迂迴而且班次疏落，同時亦受到紅色小巴或同類路線競爭，故客量只屬一般，乘客多數為熟客、等候其他路線時改為乘搭本線往來青衣區和來往旺角及何文田或紅磡的短途客（只限往九龍城碼頭方向）。
- 由於分段收費路段的收費不合理，令乘客寧願等候其他路線亦不願等候本線（例如在快富街站本路線是收全費$8.9，但44線及42A線卻分別只收$6.8及$7.2及更快捷到達長青邨，反向由美孚到何文田一段本已客量不多，在1990年5月21日率先把九龍巴士18線縮短至深水埗碼頭。隨著2007年5月21日城巴E21A線加入使該路段重回三線競爭局面，並以平價$4.8及$3.5元競爭，使客量更進一步減少）。運輸署曾建議本線改為特快線，即241X，行經西九龍走廊，但因深水埗區議員及沿路居民因噪音問題反對而告吹。而青衣區全日特快不經深水埗區往來旺角的巴士服務，則由41A線於2014年8月25日改道起提供。
- 由於本路線服務地區大多數已成型，客量不會有太大的增長，本線在取消服務前都只作輔助別線的用途。
- 本線由美孚往九龍城碼頭一段與同屬九巴的45線的走線根本大致相同，使客源分薄，及後途經美孚至愛民邨一段受城巴E21A線的分段收費$4.8及$3.5競爭，加上該分段收費開線超過20年都沒加價，而九巴則自2008年起有5年加價後，價格差距更大。
- 由愛民至美孚及來往愛民至九龍城碼頭的車程，本路線與45線組成聯合班次，由於無法確保準時到站，有時會出現25分鐘（最疏時）連續兩部車到站（一部是41線，另一部是45線），使乘客候車時間太長。
- 改為30分鐘一班之後，九龍城碼頭開車時間為梅花間竹一班41線及一班45線(即隔15分鐘有車往美孚)，往新界方向連續兩部車到站問題可望改善；但往九龍方向則未必，因為兩線美孚之前的路程並不相同。

## 爭議
由於此路線跟不少巴士路線重疊，運輸署及九巴經常在提出不同的重組建議，冀能善用資源或提升此路線的競爭力，卻屢遭沿線居民反對和抗議。
| 年度      | 載客量／載客率                                                                        | 計劃實行方案與諮詢結果 |
| --------- | ------------------------------------------------------------------------------------- | --- |
| 2011      | 平均每天約5200位乘客                                                                  | 青衣總站遷往青衣鐵路站，改經葵青路、青葵公路、連翔道及大角咀來往青衣及旺角，收費由當時的$7.3增至$8.2，同時抽調1輛巴士至45線。方案遭區議會反對而沒有實行。 |
| 2012      | 平均每天約5491位乘客，最繁忙一小時的載客率為65%，非繁忙時段的一小時最高載客率為約29%  | 青衣總站遷往青衣鐵路站，改經葵青路、青葵公路、連翔道、東京街西及西九龍走廊前往旺角，並縮短至愛民邨，同時削減2輛用車，其中1輛巴士抽調至45線。建議受區議會反對而擱置重組。 |
| 2013      | 平均每天約5756位乘客，最繁忙一小時的載客率為65%，非繁忙時段的一小時最高載客率為約29%  | 青衣總站遷往青衣鐵路站，改經葵青路、青葵公路、連翔道、東京街西及西九龍走廊前往旺角，於紅磡區內依次途經佛光街、和衷街、漆咸道北、蕪湖街（循環點）及馬頭圍道返回佛光街，往青衣方向改經連翔道、青葵公路及葵青路，同時削減2輛用車，其中1輛巴士抽調至45線。計劃受區議會反對而未能實施。 |
| 2014      | 最繁忙一小時的載客率為72%，非繁忙時段的一小時最高載客率為41%                          | 由長青縮短至長安，同時削減3輛用車，繁忙時段班次縮減至30分鐘一班。最終繁忙時段班次減至20-25分鐘一班，而非繁忙時段則為30分鐘一班；縮短方案沒有實行。 |
| 2017      | 上午最繁忙半小時的載客率為約79%                                                       | 抽調一輛用車開辦特別班次241X線，提供平日早上一班由長青經西九龍公路、大角咀及油麻地前往愛民的特快服務，最終在2017年8月28日投入服務。 |
| 2019      | 最繁忙一小時內的載客率為64%                                                           | 此路線併入特快路線241X，241X線提升至全日服務，往愛民方向離開美孚後駛上西九龍走廊前往旺角，然後按41線原有路線前往愛民；往青衣方向則取道西九龍公路，並削減2輛用車，繁忙時間班次由20-25分鐘改為20-30分鐘，車資跟隨241X線之原有收費（$8.9，比41線貴$0.5）。由於241X線不服務紅磡和土瓜灣，葵青區及九龍城區區議員反對變相把原41線縮短，加上何文田居民也將因此失去一個往返長沙灣道及土瓜灣的選擇，故此計劃一提出即惹起爭議，最終更被撤回。 |
| 2020-2021 | 最繁忙一小時內的載客率為61%，當中往返深水埗及何文田、九龍城的客量佔此路線乘客的一半。 | 此路線併入特快路線241X，241X線提升至全日服務，往九龍城碼頭方向改經西九龍走廊（不停美孚）前往旺角，然後按41線原有路線前往九龍城碼頭；往青衣方向則取道西九龍公路，並削減2輛用車，車資則跟隨241X之原有收費（$8.9，比41線貴$0.5）。由於九龍城區區議員認為方案忽略利用此路線往返何文田與深水埗的流水客，他們或只餘下班次非常疏落的18與45線，而兩者之班次又未有因而加密，故在區議員反對下被撤回。                                         |
| 2022-2023 | 最繁忙一小時內的載客率為60%。                                                         | 此路線併入特快路線241X，241X線提升至全日服務，往九龍城碼頭方向直達大角咀後，改經櫻桃街、亞皆老街、新填地街、旺角道、洗衣街、亞皆老街、窩打老道轉入培正道，沿41線原有走線返回九龍城碼頭 ; 往長青方向駛經培正道後，經窩打老道、亞皆老街、櫻桃街、深旺道、連翔道、青葵公路前往荃灣路。車資跟隨241X之原有收費（$9.4，比41線貴$0.5），服務時間和班次大致與41線相同，保留8輛用車。                                                        |